# Szyndzielnia (miejscowość)
Szyndzielna – miejscowość o statusie schronisko turystyczne w Polsce położona w województwie śląskim, w powiecie bielskim, w gminie Wilkowice.
W latach 1975–1998 miejscowość administracyjnie należała do województwa bielskiego.
W miejscowości znajduje się Schronisko PTTK na Szyndzielni, które używa kodu pocztowego miejscowości nadrzędnej (43-360 Bystra). Z kolei kod 43-309 (z adresem 43-309 Bielsko-Biała, al. Armii Krajowej 366) odnosi się do kolei linowej na Szyndzielnię.